# Aérodrome de Maupiti
 (avril 2025).
L'aérodrome de Maupiti est situé sur l'atoll de Maupiti dans l'archipel de la Société dans sa partie îles Sous-le-Vent en Polynésie française. Il est relié quotidiennement à Tahiti par la compagnie Air Tahiti.

## Compagnies et destinations
| Compagnies | Destinations                    |
| ---------- | ------------------------------- |
| Air Tahiti | Tahiti-Faaa, Raiatea, Bora-Bora |

## Situation
| Nengo-Nengo Marutea-Sud Nukutepipi Ahe Anaa Apataki Arutua Hiva Oa Bora-Bora Tahiti-Fa'a'ā Faaite Fakarava Fangatau Hao Fakahina Hikueru Huahine Kaukura Katiu Kauehi Makemo Manihi Mataiva Maupiti Moorea Napuka Niau Nuku Hiva Nukutavake Puka-Puka Pukarua Raiatea Raivavae Rangiroa Raroia Reao Rimatara Rurutu Takapoto Takaroa Takume Tatakoto Tikehau Totegegie Tubuai Tureia Ua Huka Ua Pou Vahitahi |

## Statistiques
Pour des raisons techniques, il est temporairement impossible d'afficher le graphique qui aurait dû être présenté ici.

Voir la requête brute et les sources sur Wikidata.